# Benecko
Benecko – miejscowość i gmina (obec) w Czechach, w kraju libereckim, w powiecie Semily. W 2022 roku liczyła 1090 mieszkańców.
W Benecku funkcjonuje ośrodek narciarski.